# Feria de San Juan (Badajoz)
La Feria de San Juan de Badajoz, también conocida como Feria de Badajoz, es la fiesta local de Badajoz (España), que recibe su nombre en honor al patrón de la Diócesis de Badajoz, San Juan Bautista (el patrón de la capital pacense es San José), siendo el día grande el 24 de junio.
La tradicional Feria de San Juan es una de las más grandes y bulliciosas de Extremadura. Los actos comienzan con la inauguración oficial del característico alumbrado pacense, instalado en el recinto ferial de Caia. Se inicia así una programación en la que se incluyen espectáculos pirotécnicos, atracciones y casetas, así como actuaciones musicales, grupos de danza y otras muchas propuestas culturales y deportivas, además de actos folclóricos y religiosos (como la solemne ceremonia en honor al santo).
Uno de los momentos centrales de la Feria lo constituye la Noche de San Juan, en la que se puede disfrutar de un impresionante espectáculo de fuegos artificiales a orillas del Guadiana que da la bienvenida al verano.
También destaca en estas fechas la tradicional feria taurina de Badajoz.

## Historia
Badajoz cuenta con feria oficial desde 1255, año en que Alfonso X concedió a la ciudad este privilegio. Tradicionalmente las fiestas contaban con mercados y ferias de ganado, que con el paso del tiempo incorporaron bailes y atracciones de diversa índole. 
Tras haberse celebrado en fechas cambiantes, la actual feria se institucionaliza a principios del siglo XX. Se establece a finales de junio en honor a San Juan Bautista, patrón de la Catedral y de la Diócesis de Badajoz, aunque el patronazgo histórico de la ciudad recae en San José. Esta celebración se unía así a otras festividades históricas como la de San Fernando o la de San Roque, que se siguen manteniendo en los barrios de la localidad. Actualmente San Juan es asimismo el patrón de la Provincia Eclesiástica de Mérida-Badajoz.
A lo largo de la historia, el real de la feria ha cambiado igualmente su ubicación. Durante mucho tiempo se instaló en la margen derecha del Guadiana, para posteriormente pasar a lugares emblemáticos del Badajoz intramuros como el Parque de Castelar, Memoria de Menacho o el Baluarte de Santiago, para finalmente ubicarse en las cercanías de La Granadila y definitivamente junto a la frontera de Caya/Caia.